# Clathria elastica
Clathria elastica är en svampdjursart som beskrevs av Claude Lévi 1963. Clathria elastica ingår i släktet Clathria och familjen Microcionidae. Inga underarter finns listade i Catalogue of Life.